# 미래의 인종
미래의 인종은 진행중인 인종적 혼합에 기인한 이론적인 복합 인종을 말한다.
리차드 폰 쿠덴 호브 칼레 기(Richard von Coudenhove-Kalergi)는 1925년에 실용주의적 사고에서 "미래의 사람은 혼혈이 되어 있을 것입니다. 오늘날의 인종과 계급은 시간, 공간, 편견이 사라짐과 함께 점차 사라질 것입니다. 미래는 사람들의 다양성을 개인의 다양성으로 대체할 것입니다." 라고 예측했다.

## 역사
고트프리드 드 퍼커 (Gottfried de Purucker)는 1930년 다른 인종간의 결혼에 관한 질문을 받았을 때 "매우 간단히 질문에 대답하면 나는 다른 인종간의 결혼을 제안할 때는 아니지만 솔직히 말하면 미래의 인종은 오늘날 지구상의 여러 인종으로 구성된 합성물이 될 것입니다. 모든 인간은 궁극적으로 한 종족인 것을 기억하십시오." 라고 말했다.
단어 "miscegenation(인종 혼합의 이론, 미국의 백인과 흑인에게 적용됨.)"는 1863년 후반에 뉴욕시에서 인쇄 된 익명의 선전 팜플렛에 사용되었는데, 이 팸플릿은 인종과 뚜렷이 섞여 있지 않을 때까지 백인과 흑인의 이종 번식에 찬성한다고 주장하면서 이것이 미국 공화당의 목표라고 주장했다. 진짜 저자는 데이비드 굿맨 크로리 (David Goodman Croly), 민주당 신문 뉴욕 월드 (New York World) 편집장, 세계 기자 조지 웨이크먼 (George Wakeman) 편집장이었다. 팜플렛은 곧 백인들 사이에서 공통적으로 나타나는 두려움과 인종 차별을 이용하여 공화당, 링컨 행정부, 노예제 폐지 운동에 대한 신용을 훼손하려는 시도로 드러났다. 그럼에도 불구하고, 이 팜플렛과 그 변형은 공화당의 반대자들에 의한 미국 남북 전쟁의 양측 지역 공동체에서 광범위하게 증쇄되었다.
영국의 식민지인 메릴랜드주는 최초로 반종독법 (1664)을 통과시켰다. 18세기, 19세기 및 20세기 초반에 많은 미국 주들은 종종 성경의 논란이 많은 해석, 특히 피네 하스 (Phinehas)의 이야기에 근거하여 반종독법을 통과시켰다. 일반적으로 중범죄이며, 이 법은 다른 인종간의 결혼식의 엄숙함을 금지하고 그러한 의식을 집행하는 것을 금지했다. 때로는 결혼을 시도하는 개인이 스스로 위법 행위로 유죄 판결을 받지는 않지만 간통죄나 간통죄에 대한 중죄 혐의가 대신 제기 될 수 있다. 뉴 햄프셔, 뉴욕, 뉴저지, 버몬트, 위스콘신, 미네소타, 알래스카, 하와이 및 연방 디스트릭트 컬럼비아 특별구는 반종교법을 통과하지 않았다. 1883년 미국의 대법원에 의해 Pace v. Alabama의 반종독법의 합헌성이 지지되었다.
1948년, 페레즈 대 샤프에 소재한 캘리포니아주 대법원은 캘리포니아의 반종독법을 사실상 폐지하여 캘리포니아가 20세기에 최초의 국가가 되도록했다. 1967년, 16개 주에서 남은 반종교법은 버지니아주 러빙 대법원에 위헌으로 선언되었다.

## 다인종 인구

### 브라질
브라질에서는 인구의 44 %가 Prado(다인종)로 분류된다. 그들은 일반적으로 백인, 흑인, 아메리칸의 혼합이다.

### 미국
미국의 경우, 다민족 미국 어린이의 비율이 증가하고 있다. 다른 인종의 아이 입양과 마찬가지로 다른 인종간의 파트너십이 상승하고 있다. 1990년에는 18세와 19세의 약 14%, 20 세와 21세의 12%, 34세와 35세의 7%가 인종 간 관계에 개입했다(Joyner and Kao, 2005). 2010년 미국에서 새로운 결혼의 15%는 백인계 9%, 흑인 17%, 히스패닉계 26%, 아시아계 미국인 28%가 다른 인종끼리 결혼했다. 2010년에 실시된 275,000건의 새로운 인종 간의 결혼 중 43%가 백인 남성, 14.4%가 백인 아시아 인종, 11.9%가 백인 흑인이었고 나머지는 다른 조합이었다.

## 대안 시각
인류 학자 헨리 하 운딩 (Henry Harpending)에 따르면, 한 인구로 융합하는 것과는 달리, 인구는 실제로 서로 갈라지고 있다. Harpending는 "인간 종족은 서로 멀리 진화하고 있다. 유전자는 유럽, 아시아 및 아프리카에서 빠르게 진화하고 있다. 그러나 이들 중 거의 모든 것이 원산지 대륙에 고유하다. 우리는 단일성이 없는 혼합된 인류로 합병되지 않고 덜 유사해지고 있다." 라고 말했다. 남반구 빈곤 법 센터 (Southern Poverty Law Center)는 하인 팅의 작품과 인종에 관한 진술을 문서화했으며, 백인 우월주의자 그룹과의 연관성과 그의 작업을 영속하려는 시도 과학적 인종 차별주의로 귀속화 시켰다. 아프리카계 미국인, 파푸아 뉴기니, "볼티모어"(아프리카 계 미국인)는 아프리카계 미국인과 동일한 유전적 기질을 갖고 있다고 말하면서 "폭력, 게으름, 유럽인들과 북부 아시아 인들은 고도의 정보를 진화시켜 왔으며 당연시되는 사람들보다 더 많은 징계를 받는 경향이 있다"라고 말했다. 그는 FEMA 수용소를 사용하여 미국에서 불법 이민자를 대량 추방하는 것을 선호했고, 인종 차별이 불균형보다는 유전학에 근거한다고 생각했기 때문에 미국 교육에 더 많은 돈을 지출해야한다고 생각하지 않았다.

## 같이 보기
- 인종간 결혼
- 인종의 용광로
- 메스티소
- 다문화주의
- 인종위생